# Kuncsorba
Kuncsorba è un comune dell'Ungheria di 621 abitanti (dati 2015). È situato nella contea di Jász-Nagykun-Szolnok.